# Claire Moutou
Claire Moutou est une astronome et astrophysicienne française. Spécialiste de la détection et de la caractérisation des planètes extrasolaires (exoplanètes), on lui doit la codécouverte de plusieurs d'entre elles. Directrice de recherche au Centre national de la recherche scientifique (CNRS), elle est affectée au Laboratoire d'astrophysique de Marseille (LAM - UMR7326 - CNRS-INSU / Université d'Aix-Marseille). Elle est détachée au télescope Canada-France-Hawaï (TCFH).

## Honneurs et distinctions
Depuis 2012, Claire Moutou est membre du comité d'organisation de la commission 30 « Vitesses radiales » de l'Union astronomique internationale (UAI).
En 2014, l'Académie des sciences décerne à Claire Moutou le prix Ernest-Déchelle « pour ses travaux en profondeur sur la détection et la caractérisation de nouvelles exoplanètes. En appliquant les deux méthodes des vitesses radiales et des transits, Claire Moutou a non seulement été capable de détecter plusieurs dizaines de planètes, mais elle a surtout permis d'étendre très largement la connaissance de la population des systèmes planétaires, de leur structure, de leur âge et de leur évolution, par une analyse fine de l'ensemble des paramètres ».